# Madina Mayurqa
Madínat Mayurqa (àrab: مدينة ميورقة, Madīnat Mayūrqa) és el nom àrab de la ciutat coneguda actualment com a Palma. Quan el conqueridor musulmà Issam al-Khawlaní va prendre el control de l'illa el 903, l'antiga ciutat romana de Palma es trobava pràcticament abandonada i en ruïnes. Els musulmans la van adaptar a les seves necessitats construint-hi posades, banys i mesquites, i encara que inicialment van respectar en part l'antic traçat urbà, ràpidament el van modificar.

## Situació
El nucli primitiu encara ara és conegut com a l'Almudaina (‘la ciutadella’, en àrab), i conserva traces de la seva murada i una de les seves portes, la Porta de l'Almudaina. En aquest barri palatí es va construir en època califal un alcàsser que avui persisteix, tot i que transformat: es el Palau de l'Almudaina, el castell reial, que més tard fou palau dels reis cristians de Mallorca. Davant de l'alcàsser es va construir la mesquita aljama, la més important de la ciutat. Aquesta primitiva ciutat s'havia construït aprofitant la desembocadura de la Riera, on es va situar un dels ports de la ciutat. Amb el temps, va créixer un raval en direcció a aquest port. Al segle xi es va realitzar una gran ampliació que va deixar la Riera a l'interior del nou recinte emmurallat. Aquesta ampliació va transformar Madínat Mayurqa en una de les majors ciutats de l'Àndalus.
D'altra banda, la inclusió de la Riera va dividir la ciutat en dues parts. La Vila d'Amunt, a la zona alta de la ciutat i a l'est; i la Vila d'Avall, a la part baixa i l'oest. Fins al segle xvii les dues parts de la ciutat es comunicaven per una sèrie de ponts.

## Història

### Evolució musulmana
Amb la caiguda del califat de Còrdova, les Illes Orientals de l'Àndalus van formar inicialment part de la taifa de Dénia, però se'n van arribar a independitzar. Va ser el període de major esplendor cultural de la ciutat, ja que nombrosos intel·lectuals, fugint de la situació crítica d'altres ciutats, es van refugiar en la cort de Mayurqa.
La major tragèdia va tenir lloc entre 1113 i 1115 quan una croada catalano-pisana la va destruir pràcticament del tot. Les tropes cristianes la van assaltar i incendiar. A Pisa encara es conserven algunes restes que es van transportar des de Mayurqa. La destrucció de les illes va provocar que el califa almoràvit enviés un parent seu a governar-les. Aquest va donar origen a una dinastia, els Banu Ghàniya, que des de la seva capital a Madínat Mayurqa van intentar reconquistar l'imperi almoràvit.
No obstant això, l'empenta almohade era molt forta. A principis del segle xiii, les illes van caure a les seves mans. A partir de la derrota de les Navas de Tolosa, el valí de les Illes Orientals de l'Àndalus va governar pràcticament de forma independent. L'últim valí, Abu-Yahya, va haver de fer front a algunes conspiracions en contra seva i enfrontar-se a les tropes cristianes que havien desembarcat a l'illa per reconquistar-la.

### Conquesta cristiana

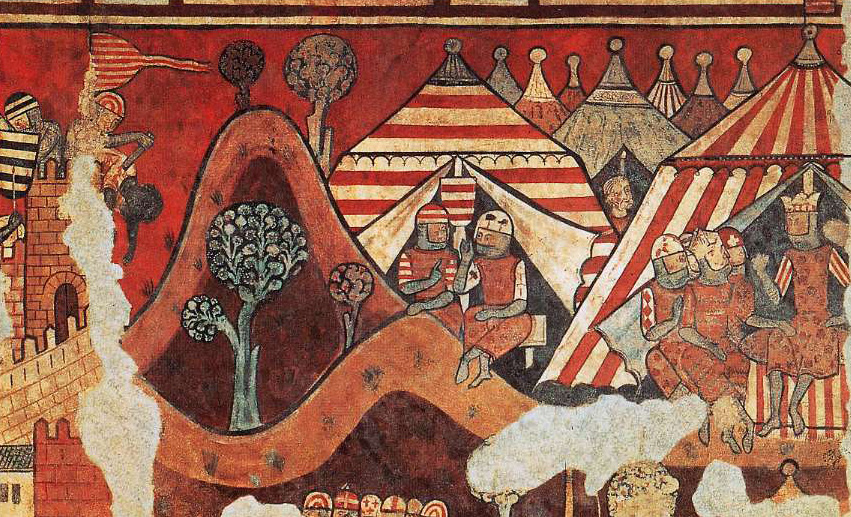
Pintura mural de la conquesta de Mallorca

El rei Jaume I d'Aragó, conegut també com el Conqueridor, va desembarcar en Mayurqa amb un gran exèrcit i va prendre la ciutat el 31 de desembre de 1229. La ciutat, que en aquell temps tenia uns 35.000 habitants, va ser saquejada i incendiada en gran part, i molts dels seus pobladors foren passats a ganivet. El darrer valí musulmà de Mayurqa, Abu Yahya, fou torturat i assassinat, juntament amb el seu fill menor. Un dels seus oncles, Abu Hafs ibn Sayri fugí cap a les muntanyes, on reuní 16.000 supervivents de la massacre i constituí una resistència, acabdillada finalment pel senyor Xuaip de Xivert.
Un cop ocupada, la ciutat va ser repartida en vuit porcions d'acord amb els pactes previs a la conquesta. De les vuit porcions, quatre van correspondre al rei, una al comte del Rosselló Nunó Sanç, un al bisbe de Barcelona Berenguer de Palou, un al Comte d'Empúries i finalment una altra al vescomte de Bearn. Al rei li va tocar pràcticament tota la Vila d'Amunt, especialment el barri palatí de l'Almudaina.
Els nous pobladors van transformar ràpidament la ciutat andalusina. Van construir-hi esglésies i oratoris, i el 1232 ja estava dividida en quatre parròquies. La població musulmana va ser delmada o sotmesa a l'esclavitud. Molts dels antics pobladors van ser repartits com a botí de guerra i venuts com a esclaus. Malgrat tot, alguns es van quedar a l'illa per reprendre la producció agrícola o artesanal.
A conseqüència del saqueig i les transformacions queden molt poques restes visibles de Madínat Mayurqa. Malgrat tot, el seu traçat urbà es conserva en bona part. Les restes més importants són l'antic alcàsser, els banys àrabs i la porta de l'Almudaina.